# Cheiropachus brunneri
Cheiropachus brunneri är en stekelart som beskrevs av Crawford 1912. Cheiropachus brunneri ingår i släktet Cheiropachus och familjen puppglanssteklar. Inga underarter finns listade i Catalogue of Life.